# Netconf
 (décembre 2020).
Si vous disposez d'ouvrages ou d'articles de référence ou si vous connaissez des sites web de qualité traitant du thème abordé ici, merci de compléter l'article en donnant les références utiles à sa vérifiabilité et en les liant à la section « Notes et références ».
Netconf (Network configuration protocol) est un protocole réseaux normalisé en décembre 2006 avec la RFC 4741 et révisé en juin 2011 avec la RFC 6241. C'est un protocole basé sur du XML permettant la gestion et la configuration d’équipements réseaux aux travers des protocoles SSH, SOAP, BEEP et TLS.
Netconf est structuré sous forme de quatre couches :
1. La couche contenu contient les données de l'équipement.
2. La couche opération indique les actions de gestion à faire sur l'équipement.
3. La couche message offre un mécanisme simple d'encadrement du transport pour encoder les RPCs et les notifications.
4. La couche sécurité du transport fournit un transport fiable et orienté connexion des données.

## Sessions Netconf

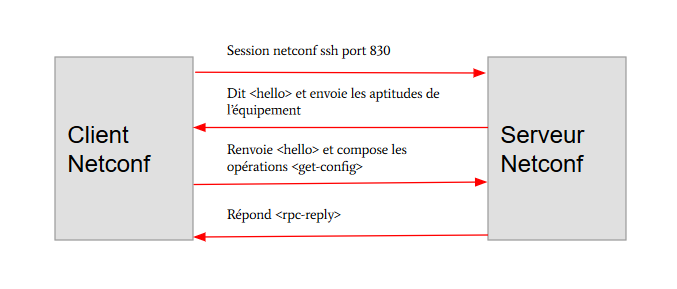
Communications Netconf

Toutes les opérations Netconf sont transportées à travers une session liée à la couche sécurité du transport. L'établissement de cette session se fait via plusieurs protocoles dont le protocole SSH. Pour permettre l'utilisation de Netconf au travers de SSH, il faut au préalable configurer l'équipement afin qu'il l'autorise et ensuite lancer une connexion ssh comme : ssh utilisateur@hôte -p 830 -s netconf.
Lorsqu'un client initie une connexion ssh avec un serveur Netconf, le serveur envoie un message avec la liste des modules présents sur l'équipement et attend le retour du client avant de pouvoir entamer les procédures de configuration et gestion. 
Le serveur attend les requêtes <rpc> afin de procéder à la configuration de l'équipement, sachant que les requêtes doivent se terminer avec la suite de six caractères suivantes : ]]>]]> pour séparer chaque message. Conceptuellement, la couche transport ssh passe toutes les données trouvées entre la suite ]]>]]> de caractères à la couche message (contenu).
Pour fermer une session il faut envoyer un message avec la requête <close-session>.